# Veia Traversina

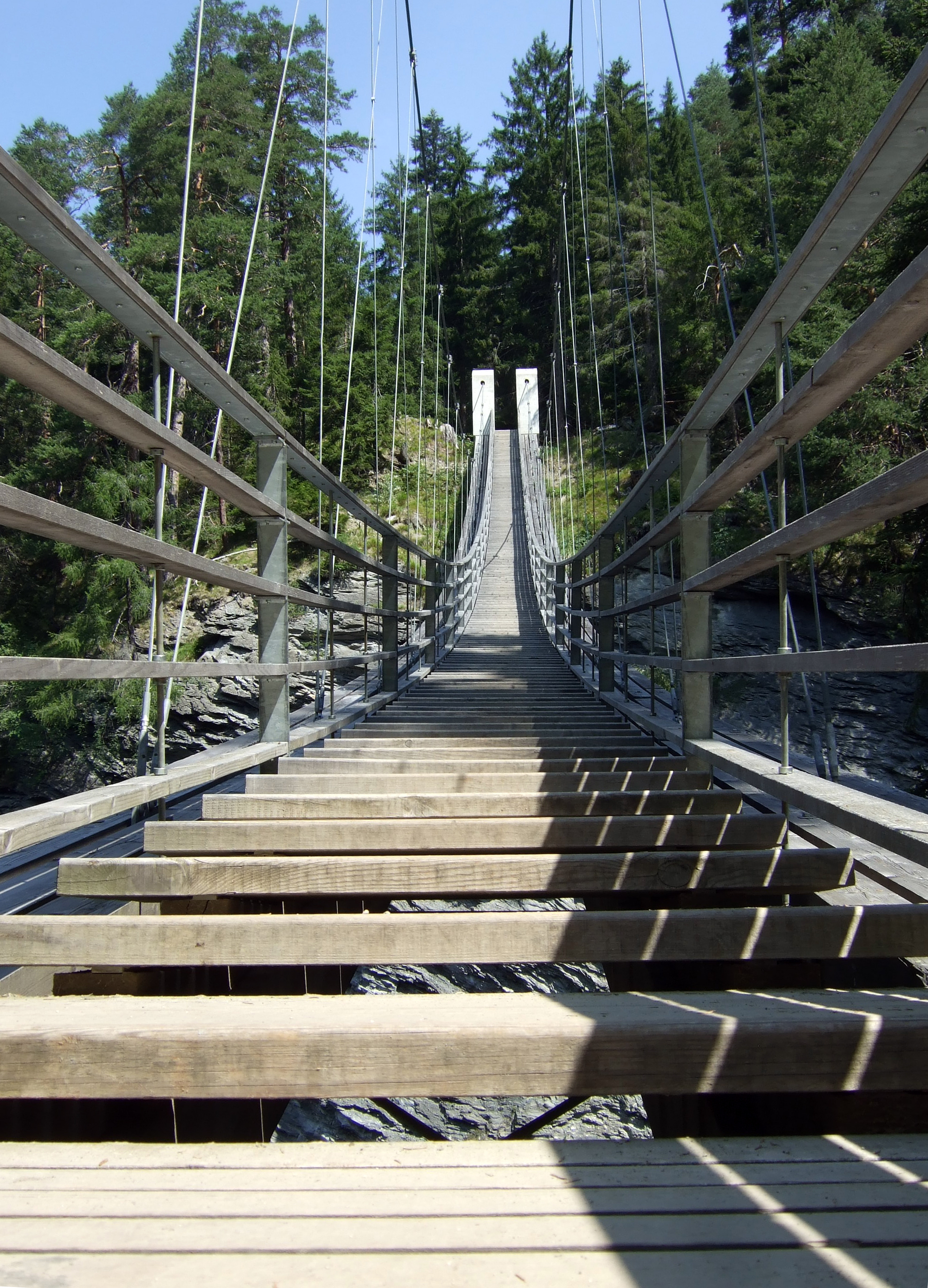
Traversinersteg mit 176 Balken in Schrittlängenabstand

Die Veia Traversina (rätoromanisch im Idiom Sutsilvan, wörtlich «Querungsweg») ist ein Wanderweg im Kanton Graubünden, der die Viamala für Fussgänger erschliesst. Die Strecke folgt dem römischen Fussweg durch die Viamala und ist Teil des Projekts „Ecomuseum Viamala“.
Touristisch erschlossen und vermarktet wird die Veia Traversina vom Verein Kulturraum Viamala.

## Verlauf der Strecke
Die Veia Traversina, die von der Bündner Arbeitsgemeinschaft für Wanderwege (BAW) unterhalten wird, führt von Thusis im Domleschg nach Zillis im Schams. Die 11,5 Kilometer lange Veia Traversina, die 700 Höhenmeter überwindet und knapp fünf Stunden Fussmarsch beansprucht, wird zugleich genutzt vom Weitwanderweg Via Spluga.

### Traversinersteg
Der Traversinersteg beschreibt eine Schlüsselstelle der Veia Traversina. Die Brücke dient der Durchquerung des Traversiner Tobels, eines östlichen Seitentals der Viamala, und ist nur zu Fuss erreichbar.
- Traversinersteg I Der erste Traversinersteg wurde 1996 entworfen von Jürg Conzett, vom Churer Ingenieurbüro Branger & Conzett,[4] und erhielt 1999 dafür den Preis Neues Bauen in den Alpen.[5] Er bestand aus einem Unterbau, einem 47 Meter langen und 4,2 Tonnen schweren Dreigurtfachwerk aus Lärchenholz, Edelstahlseilen und Stahlstangen, der vorgefertigt mit einem Helikopter an die Stelle geflogen wurde. Ergänzt wurde diese Konstruktion mit einem Gehweg. Nur drei Jahre nach der Eröffnung der Brücke wurde sie durch einen Steinschlag zerstört.[3]
- Traversinersteg II Da der alte Standort als zu gefährlich für eine Wiederaufbauung eingestuft wurde, wurde ein neuer Steg etwa 70 Meter rheinwärts des alten Standorts errichtet. Die Brücke wurde im Jahr 2005 fertiggestellt.[3] Sie stellt eine hängende Treppe dar, die mit Hilfe von 176 Tritten die 22 Metern Höhendifferenz zwischen den beiden Flanken überwindet.[6] Die aus Stahl und Naturstein, Föhren- und Lärchenholz gearbeitete Fussgängerhängebrücke hat eine Spannweite von 95 Metern, weist eine Gehweglänge von 62 Metern auf[3] und liegt bis zu 70 Meter über dem Bachbett.[4] Entworfen wurde die Brücke wiederum von Jürg Conzett vom Churer Büro Conzett Bronzini Gartmann.[7]

### Pùnt da Suransuns
Um den Wanderweg im südlichen Teil der Schlucht fortsetzen zu können, musste eine Brücke zwischen der Wildener Brücke und der Brück bei Rania der alten Strasse gebaut werden. Als Standort wurde eine Stelle tief unter der Brücke der Autobahn gewählt.
Die „Punt da Suransuns“ wurde ebenfalls von Jürg Conzett gebaut und im Jahre 1999 fertiggestellt. Für dieses Projekt wurde 1987 ein Ideenwettbewerb unter regionalen Ingenieurbüros veranstaltet. Die „Punt da Suransuns“ wurde als Spannbandbrücke aus Andeerer Granitplatten gebaut und über rechteckige Stahlstäbe vorgespannt. Durch diese Vorspannung erhöht sich die Steifigkeit und so auch die Stabilität der Brücke beträchtlich. Die Brücke ist 40 Meter weit und 1,1 Meter breit. Die Gesamtlänge beträgt 45 Meter. Für den Bau wurden 2,6 Tonnen Baustahl und ein Betonvolumen von 12,5 Tonnen benötigt. Die komplette Konstruktion hat ohne Steuern 285'000 Schweizer Franken gekostet.

### Wildener Brücken
Um die gefährliche Stelle der Schlucht zu umgehen, erstellte Baumeister Christian Wildener aus Davos in den Jahren 1738–39 zwei Steinbrücken. Die Brücken wurden 1821 von Richard La Nicca erweitert. Beim Bau der neuen Strasse in den 1930er Jahren wurde eine Brücke ersetzt. Die andere, 68 Meter hohe Wildener Brücke blieb erhalten. Sie wurde 1988/89 restauriert und dient heute als Aussichtspunkt in die Schlucht.
Der Wanderweg folgt hier entlang der Kantonsstrasse und quert die Schlucht auf der südlichen der beiden Brücken. Gleich daneben wurden zwei alte Kavernen der Schweizer Armee in den Fels gehauen, die heute als Ausstellungsraum dienen. Darin wird in vier Sprachen die Geschichte über die Region präsentiert.

## Stationen auf der Veia Traversina

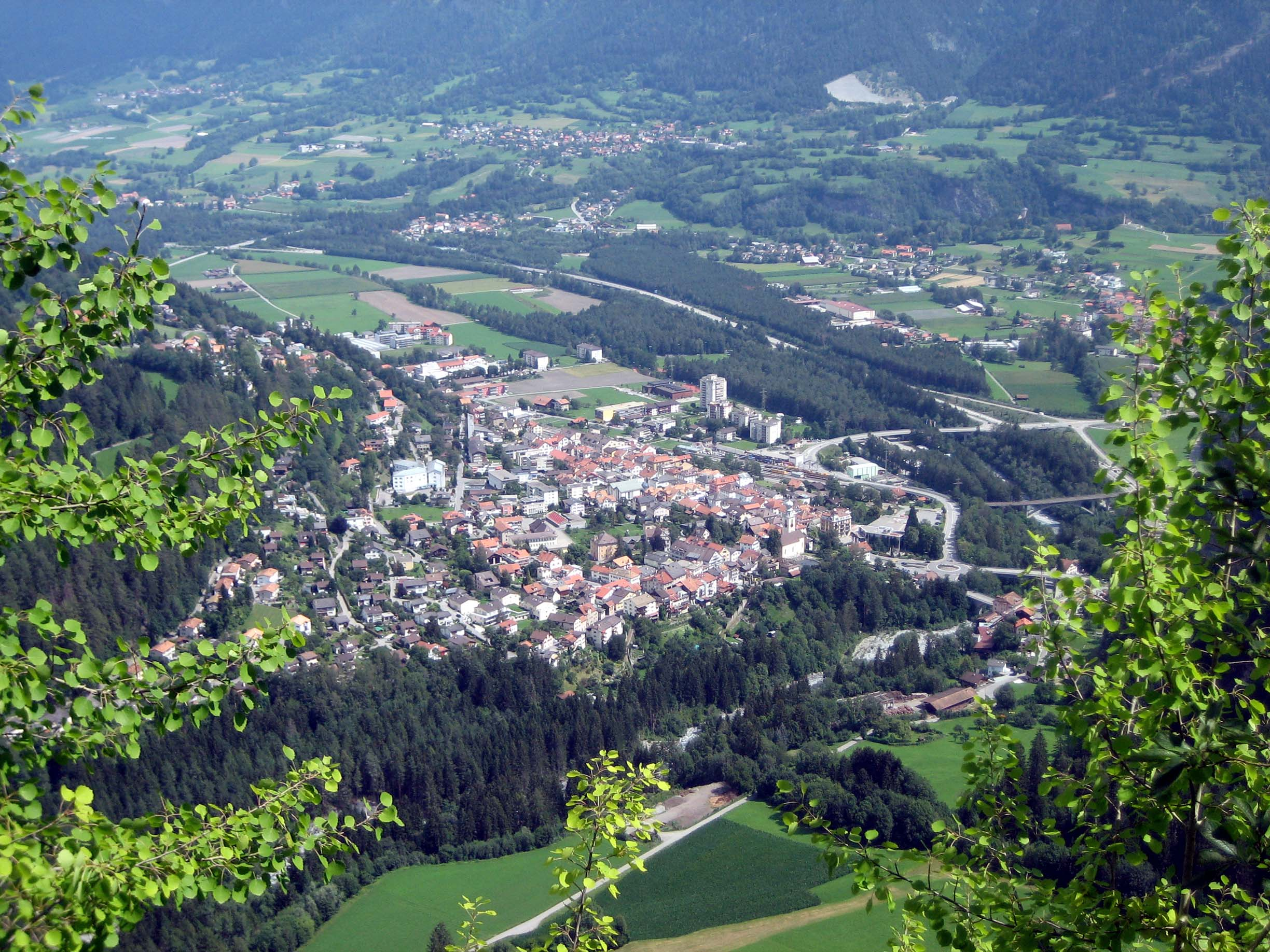
Thusis als Ausgangspunkt
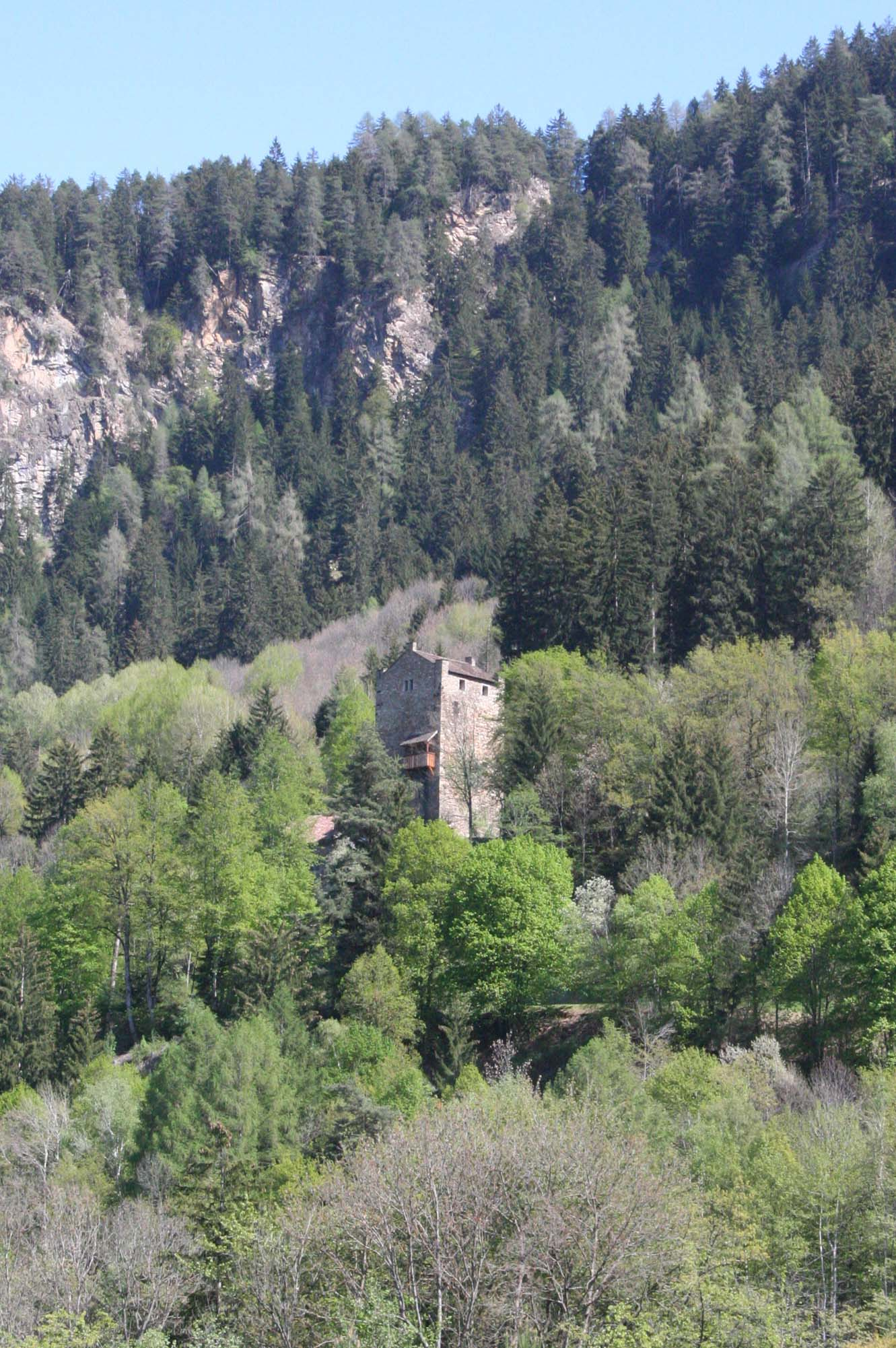
Aufstieg zur Burg Ehrenfels
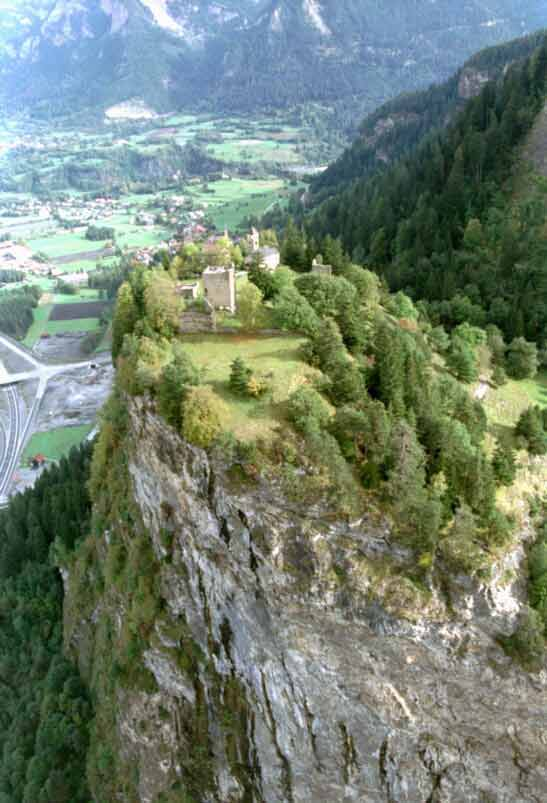
Burg Hohenrätien am Tor zur Via Mala
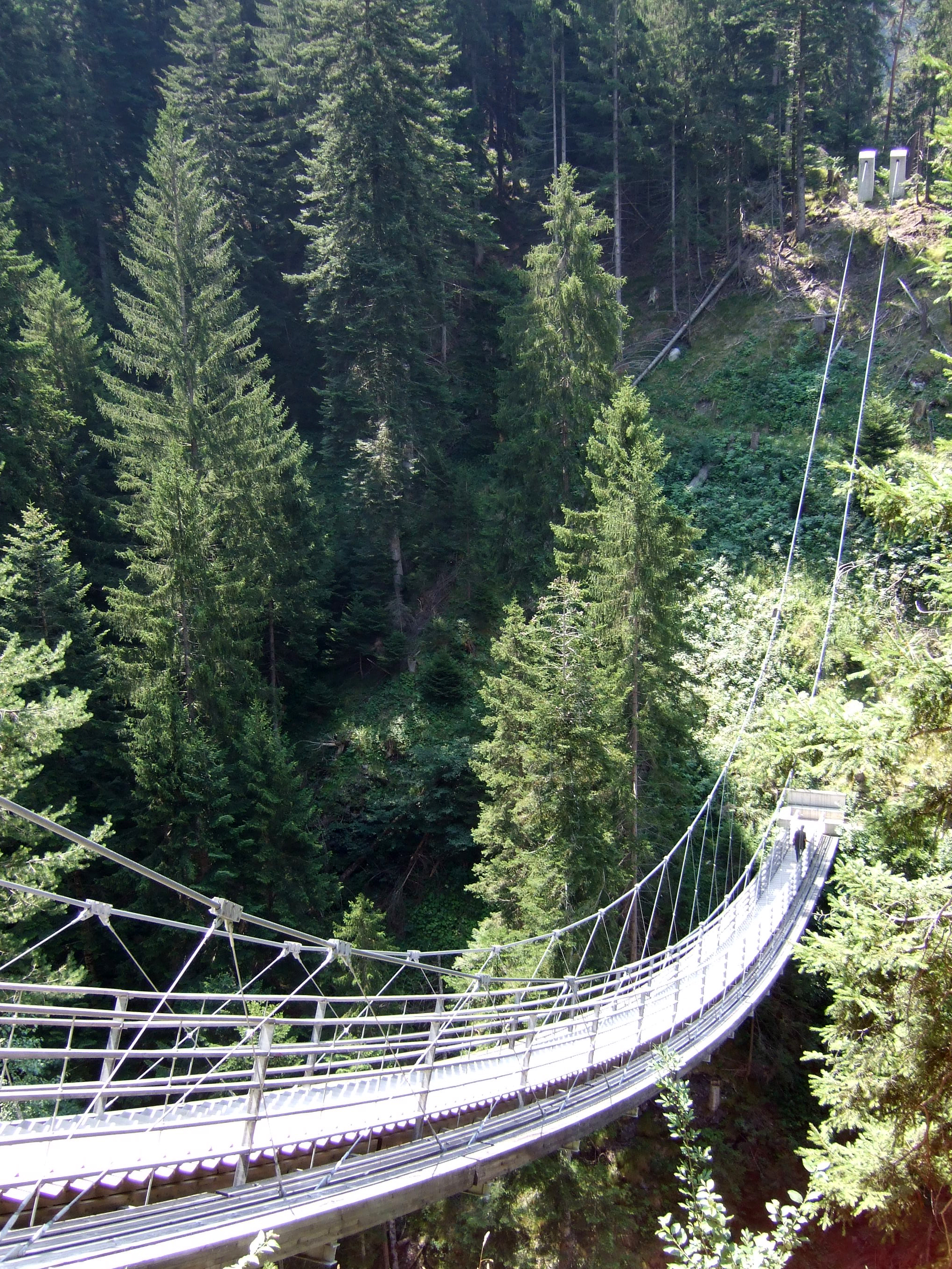
Der Traversinersteg
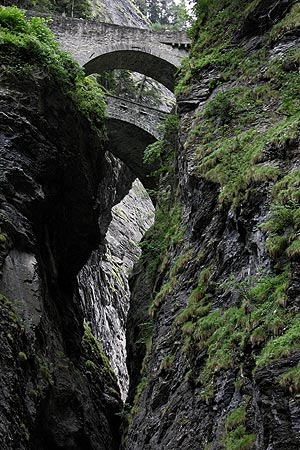
Steinbrücken in den Schluchten der Via Mala
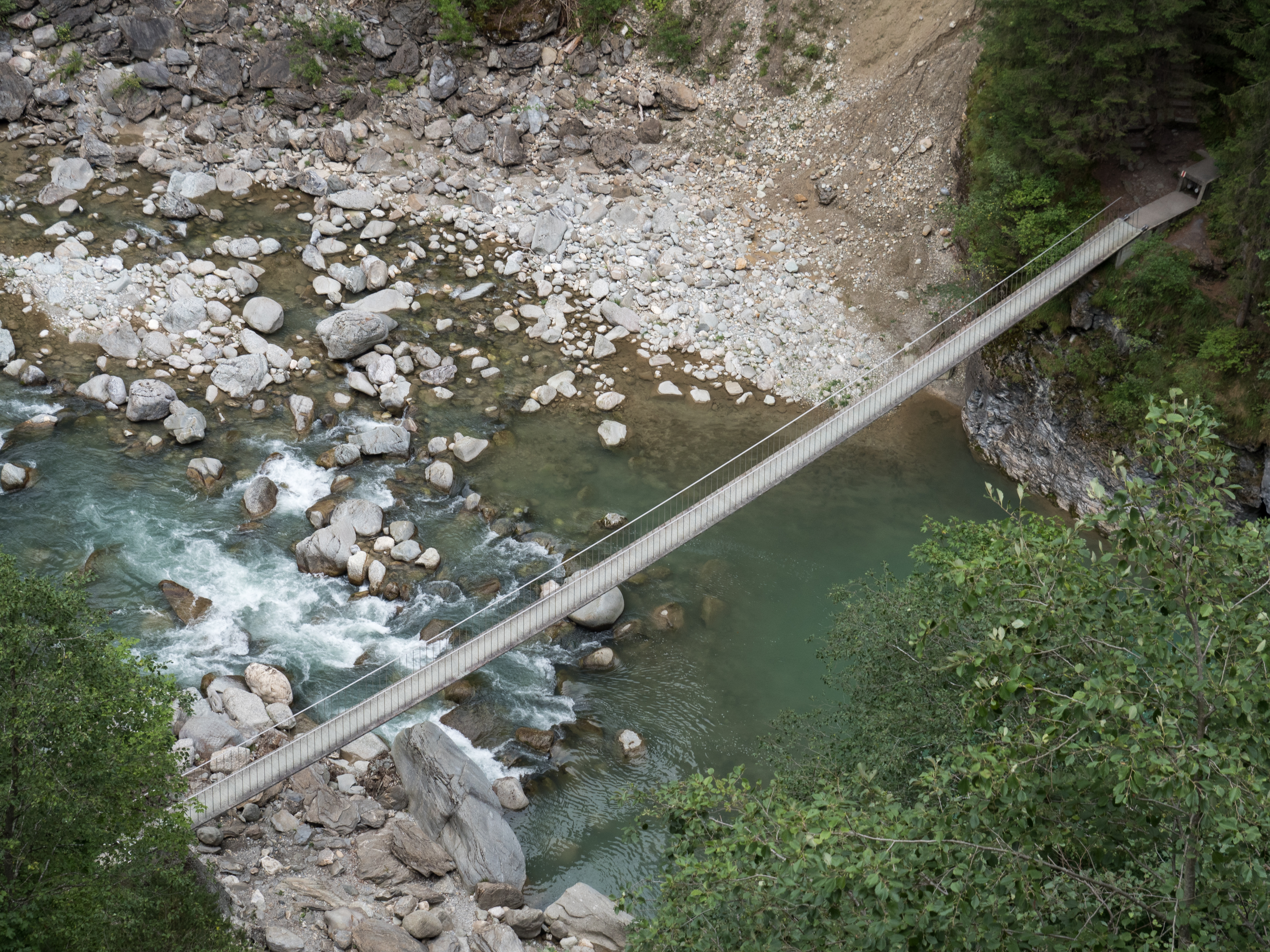
Pùnt da Suransuns
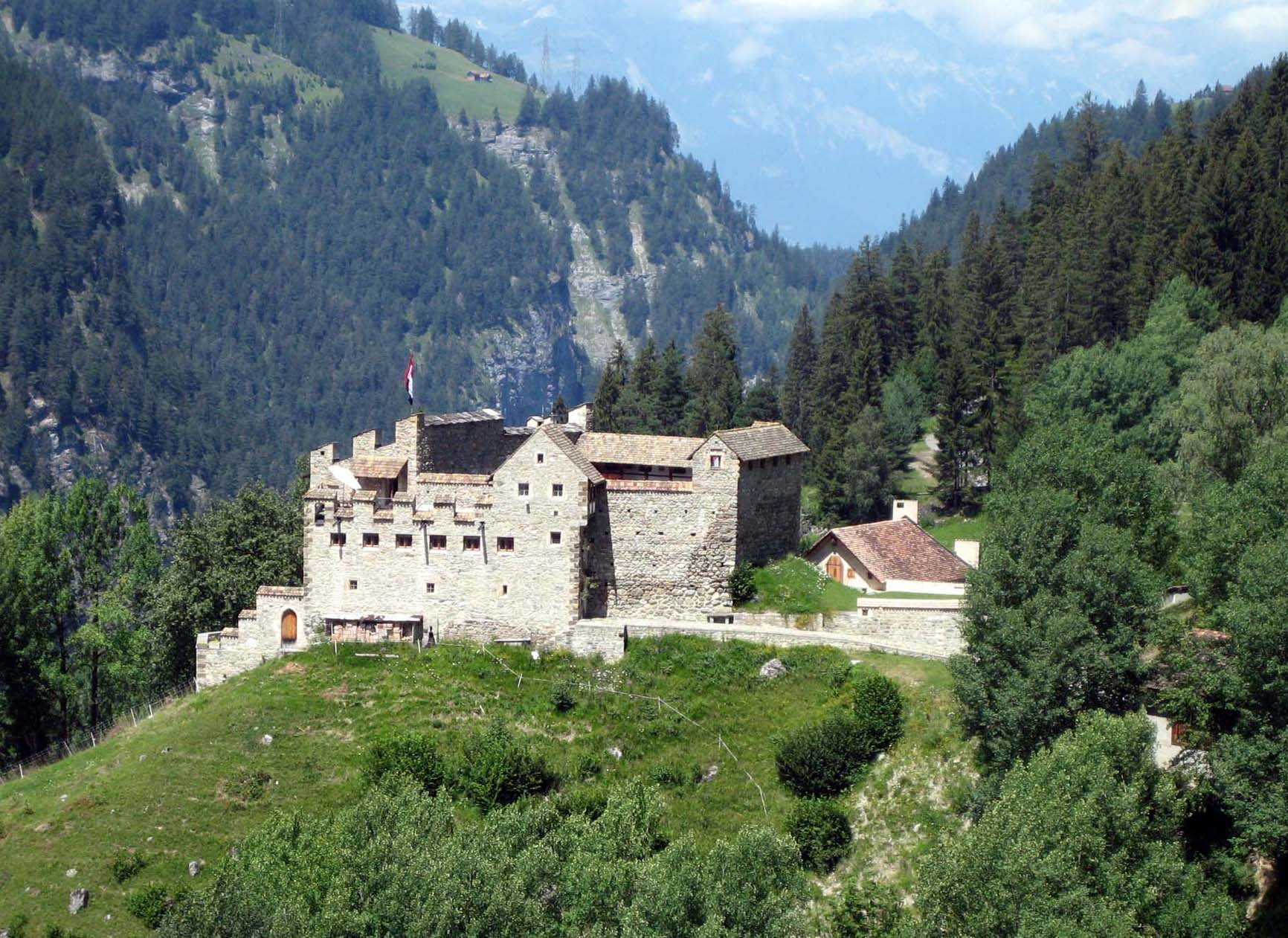
Die Burg Haselstein oberhalb Zillis am Eingang zum Schams
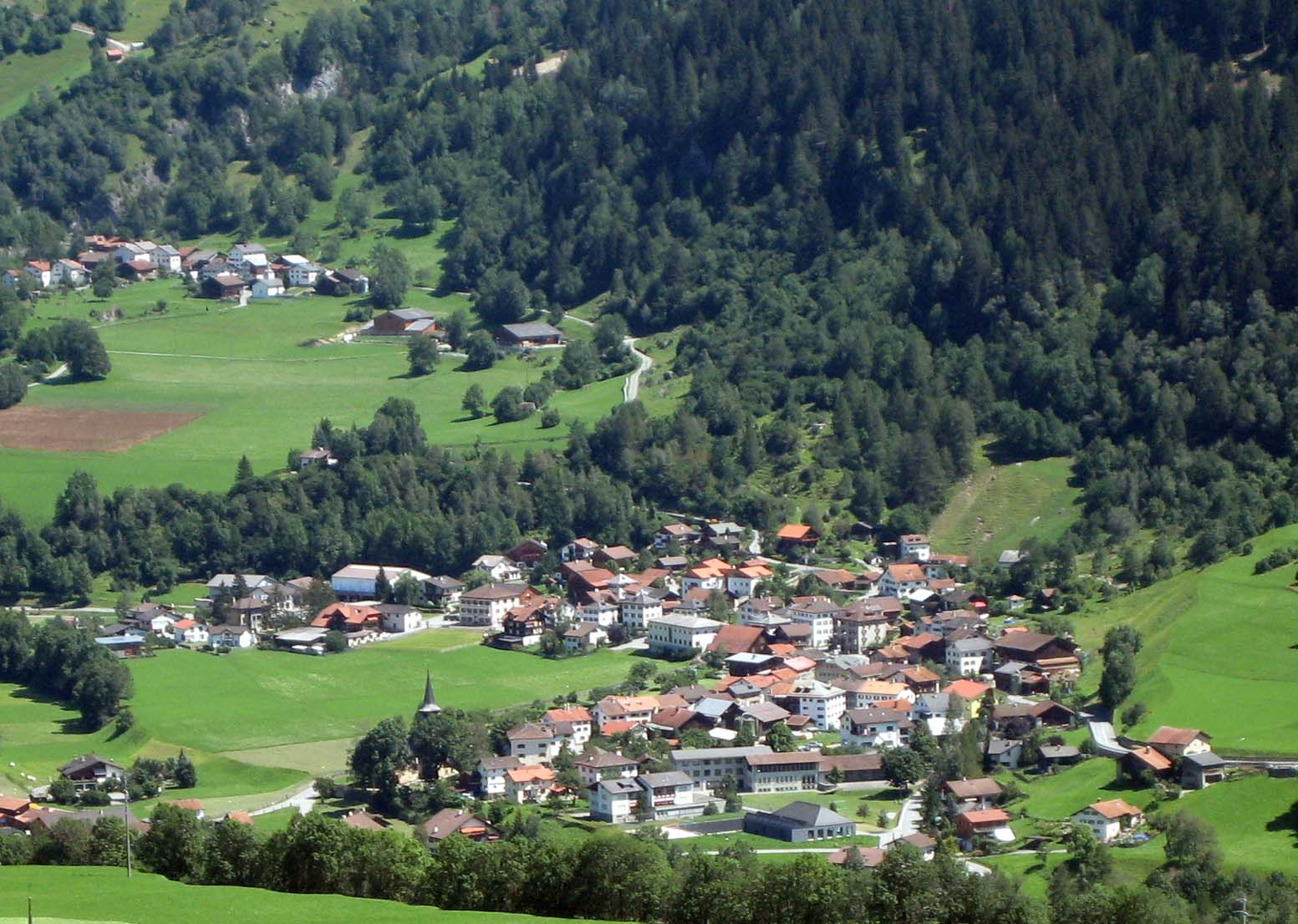
Zillis als Zielort der Veia Traversina